# Abomeys kungliga palats
Abomeys kungliga palats omfattar 12 palats spridda över ett 40 hektar stort område i hjärtat av staden Abomey i Benin, som en gång varit huvudstad i det västafrikanska kungariket Dahomey. Kungariket grundades 1625 av fonfolket som utvecklade riket till ett militärt och ekonomiskt mäktigt rike, som dominerade handeln med europeiska slavhandlare längs slavkusten fram till  slutet av 1800-talet, till vilka de sålde sina krigsfångar. Vid slavhandelns höjdpunkt kunde palatsen hysa uppemot 8 000 personer. Kungens palats bestod av en två våning hög byggnad känd som "kaurisnäckhuset" eller akuehue.
1985 fick palatsen världsarvsstatus. Då området drabbades av en tromb den 14 mars 1984 kom de också bli uppsatta på listan över hotade världsarv, då omslutningen och museerna, specifikt kung Guezoportiken, Assins rum, kungarnas grav och juvelrummet skadades. Med stöd av flera internationella organ har restaurerings- och renoveringsarbeten genomförts. Baserat på de korrigerande arbeten som genomförts och rapporter som lämnats kring dessa renoveringar, kunde Abomey tas bort från listan över hotade världsarv i juli 2007.

## Historia
De överdådiga palatsen byggdes av kungarikets tolv regenter inom det pelaromslutna området i Abomey, verksamt mellan 1695 och 1900, som rikets traditionella kulturnav. Den första kungen som tog initiativ till palatsen var kung Houegbadja som grundade staden.
Enligt folktron är ättlingarna till den kungliga familjen i Abomey avkomma till prinsessan Aligbonon av Tado och en panter. Deras kungarike existerade i södra delen av dagens Benin. Skriftliga källor kan dock spåras till 1600-talet till två av deras ättlingar, nämligen Do-Aklin och Dakodonou. Houegbadja (1645–1685) var kungen som grundade kungariket på Abomeyplatån och fastställde det juridiska ramverket för kungarikets funktioner, politiska roll, successionsregler och så vidare.
Kung Agaja (1718–1740) besegrade kungariket Allada 1724 och kungariket Whydah 1727. Detta resulterade i att flera krigsfångar dödades. Många av fångarna såldes också som slavar i Ouidah (Whydah), på denna tid kallat Gléwé. Dessa krig markerade inledningen på Dahomeys dominans inom slavhandel.
På 1800-talet, med ankomsten av antislavrörelsen i Storbritannien, initierade dock kung Guézo (1818–1858) jordbruksutveckling i landet, vilket resulterade i ytterligare ekonomisk blomstring i kungadömet genom export av jordbruksprodukter såsom majs och palmolja.
1892-1894 invaderade Frankrike Dahomey. Initialt vann Dahomey många slag där även franska arméns ledare dödades. Dahomey dukade dock efter hand under av de franska styrkorna och blev en fransk koloni. Kung Béhanzin, den sista oberoende styrande kungen av Dahomey, satte Abomey i brand efter att ha besegrats av de franska koloniala styrkorna. Fransmännen deporterade honom slutligen till Martinique. Hans efterträdare kung Agoli-agbo kunde styra tills även han deporterades, i detta fall till Gabon år 1900. 1960, när dagens Benin fick sin självständighet från Frankrike, hade landet från början namnet Dahomey.
Kungarikets officiella historia dokumenterades och följdes genom en serie polykroma basreliefer i lera.

## Kultur
| Vänster: Fonhövdingen dansar under firandet. Höger: Firande i Abomey (1908). Fons kung Béhanzins veterankrigare, son till kung Gélé |  | Vänster: Fonhövdingen dansar under firandet. Höger: Firande i Abomey (1908). Fons kung Béhanzins veterankrigare, son till kung Gélé |
| Vänster: Fonhövdingen dansar under firandet. Höger: Firande i Abomey (1908). Fons kung Béhanzins veterankrigare, son till kung Gélé |  | |

Dahomeys kultur var djupt rotad med intensiv vördnad för landets kungar och med starka religiösa inslag. Varje kung symboliserades på ett "vanligt tillämpat täcke". Ceremonier var en del av kulturen; med människooffer som en av dess praxis.

## Traditionell arkitektur

### Layout
Staden där palatsen byggdes omgavs av lervall med en omkrets som uppskattats till nära 10 km, genomskuren av sex portar, och skyddad av ett 1,5 meter brett dike fyllt med en tät växtlighet med taggig akacia, det vanliga försvaret kring västafrikanska fästen. Inom vallen var samhället indelat i fält, flera kungliga palats, en marknadsplats och ett stort torg med kaserner. Husväggarnas genomsnittliga tjocklek var omkring en halvmeter, och upprätthåll svala temperaturer inne i palatsens rum.
Varje palats hade en distinkt design för att passa kungarnas nycker. Kpododji genom Honnouwa bildade palatsets första inre gårdsplan medan den andra inre gårdsplanen, Jalalahènnou låg vid Logodo. Ajalala, en unik byggnad, som har många olika öppningar, ligger i den andra gårdsplanen; väggarna har dekorationer med suggestiva motiv i basrelief. Glélé och Guézos båda palats, som överlevde den uppsåtliga branden 1894 av Béhanzin, har restaurerats och är idag en del av museet.
Materialen som användes för byggandet bestod av jord till grunderna, golf och upphöjda strukturer. Träarbeten gjordes av palm, bambu, iroko och mahogny. Taken gjordes av halm och plåt.

### Basreliefer
Basrelieferna fungerade som en urkundsbok (i avsaknaden på skrivna dokument) för att dokumentera betydelsefulla händelser under Fonfolkets och deras rikes utveckling, kopplat till militära segrar och varje kungs makt samt en dokumentation av Fonfolkets myter, traditioner och ritualer. 1892, i strid med Frankrikes ockupation, beordrade kung Béhanzin (1889–1894) att staden och palatsen skulle brännas ned. Lyckligtvis överlevde de flesta monumenten branden och flera palats har senare restaurerats. Koppar- och mässingsplaketter smyckade murarna.
Basrelieferna var inlagda i väggar och pelare. De var gjorda av jord från myrstackar med palmolja och färgade med vegetabilier och mineralpigment. De representerar en av de mest imponerande höjdpunkterna av palatsen, som nu visas i museet och har ersatts av kopior
Många av föremålen som visas i museet, som var delar av de religiösa ceremonierna genomförda av kungarna förr, används än idag av den Dahomeys kungliga familj i deras religiösa riter.

## Världsarv
Som ett erkännande av dessa monuments unika kulturella betydelse, sattes Abomeys kungliga palats upp på världsarvslistan 1984. Världsarvet omfattar två områden, nämligen palatsen som utgör huvudzonen och Akabapalatsets område i den nordvästra delen; båda zoner är omslutna med en delvis bevarad kolvmur. Unescos motivering för inskrivandet under kriterium iv lyder: "Från 1625 till 1900, har tolv kungar avlöst varandra i vid huvudet i det mäktiga kungariket Abomey. Med undantag för kung Akaba, som använde en separat omslutning, hade de alla sina palats byggda i samma område, i närheten av det föregående palatsen och byggda med samma material och på lika stort utrymme."  Abomeys palats togs bort från listan över hotade världsarv i juli 2007.

## Museum
Abomeys historiska museum finns i en byggnad byggd över ett 2 hektar stort område, och grundades 1943 av det franska kolonialstyret. Dess täckning omfattar alla palats inom ett område på 40 hektar och speciellt kungarna Guézo respektive Glélés palats. Museet har 1 050 utställningsföremål, de flesta av dessa hörde till kungarna som styrde Danhomè. Museet har många utställningar, som till fullo representerar kungarikets kultur. Några av de större utställningsföremålen är: tillämpade kungatäcken, traditionella trummor, målningar över ceremonier och kriget mellan Frankrike och Dahomey.

## Konservering
Omfattande konserveringsarbeten samt utvidgningar av byggnader och samlingar har gjorts sedan 1992. Det italienska samverkansprogrammet har varit en stor donator, och finansierat sina bidrag under "PREMA-Abomey programme". Arbetet var möjligt tack vare medel på 450 000 dollar som ordnats genom Unescos trust. Andra bidragsgivare var ICCROM:s PREMA-programme,  Getty Conservation Institute och Sverige.
Basrelieferna som en gång dekorerade palatsen har återställts med särskilda insatser av Getty Conservation Institute, sedan 1993; i ett palats har så många som femtio av de femtiosex basrelieferna konserverats med handhjälp av personal från Benins kulturarvsmyndighet. Många av konstnärerna som anställts vid palatsen kom från  Ouémé.

## Bildgalleri

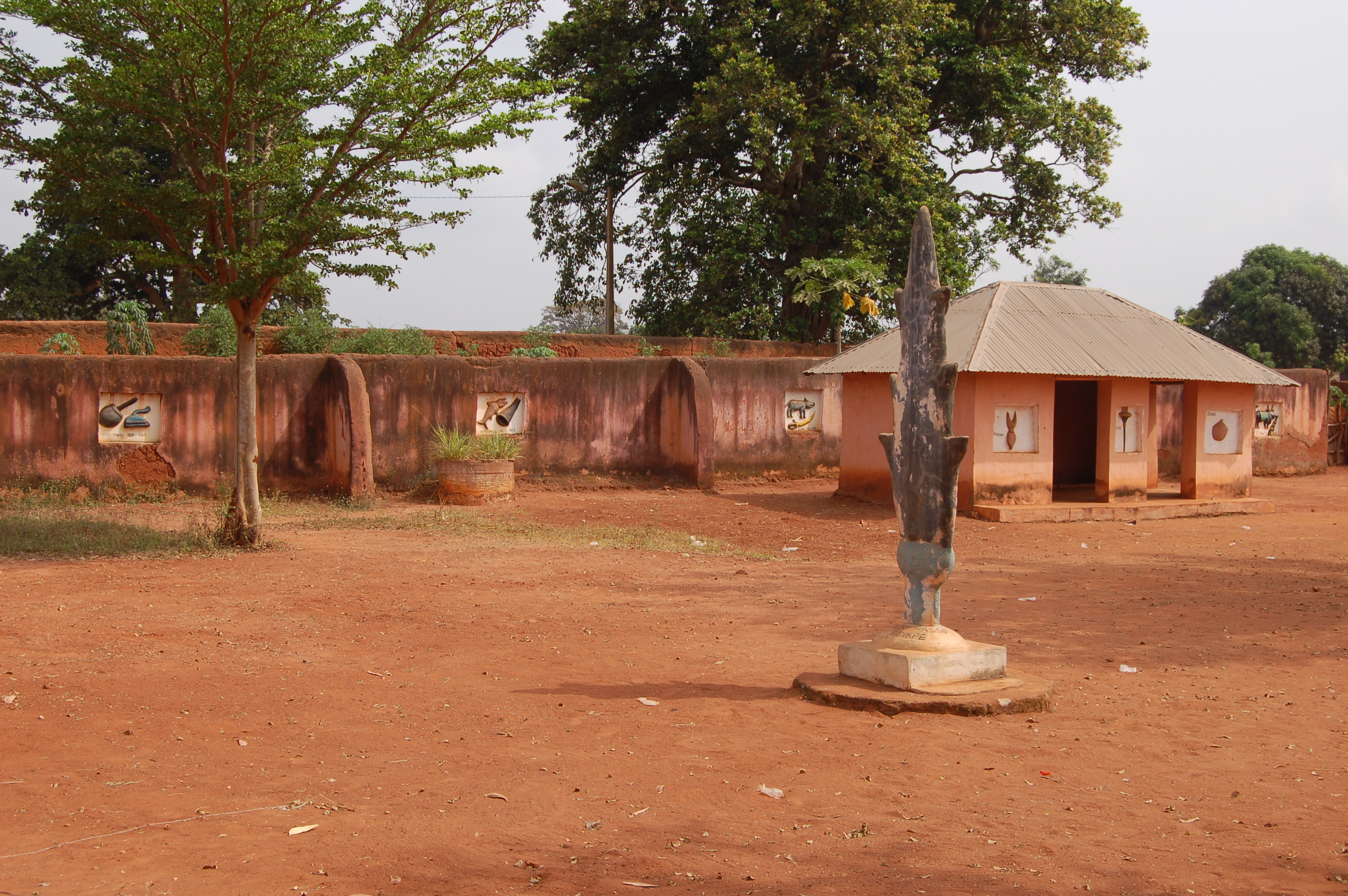
Kungliga området i Abomey.
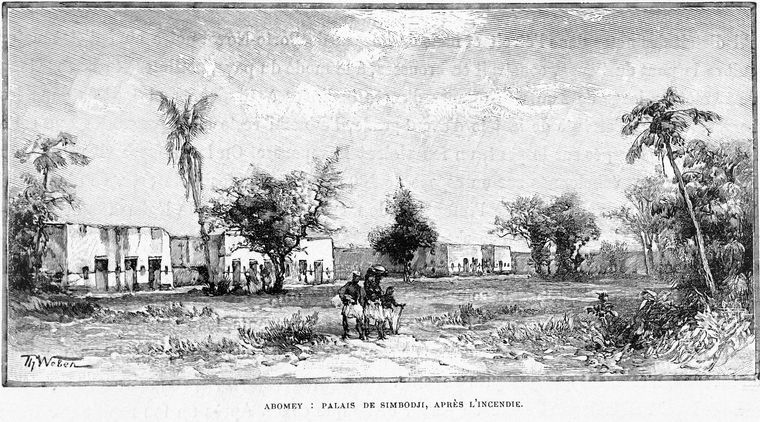
Simbodjis palats efter branden (1895).
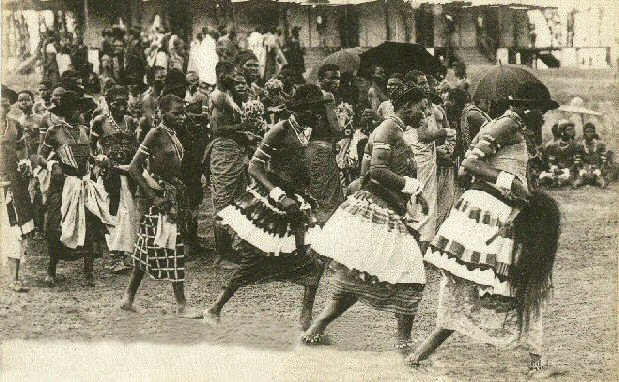
Fonkvinnor som dansar under ett firande.
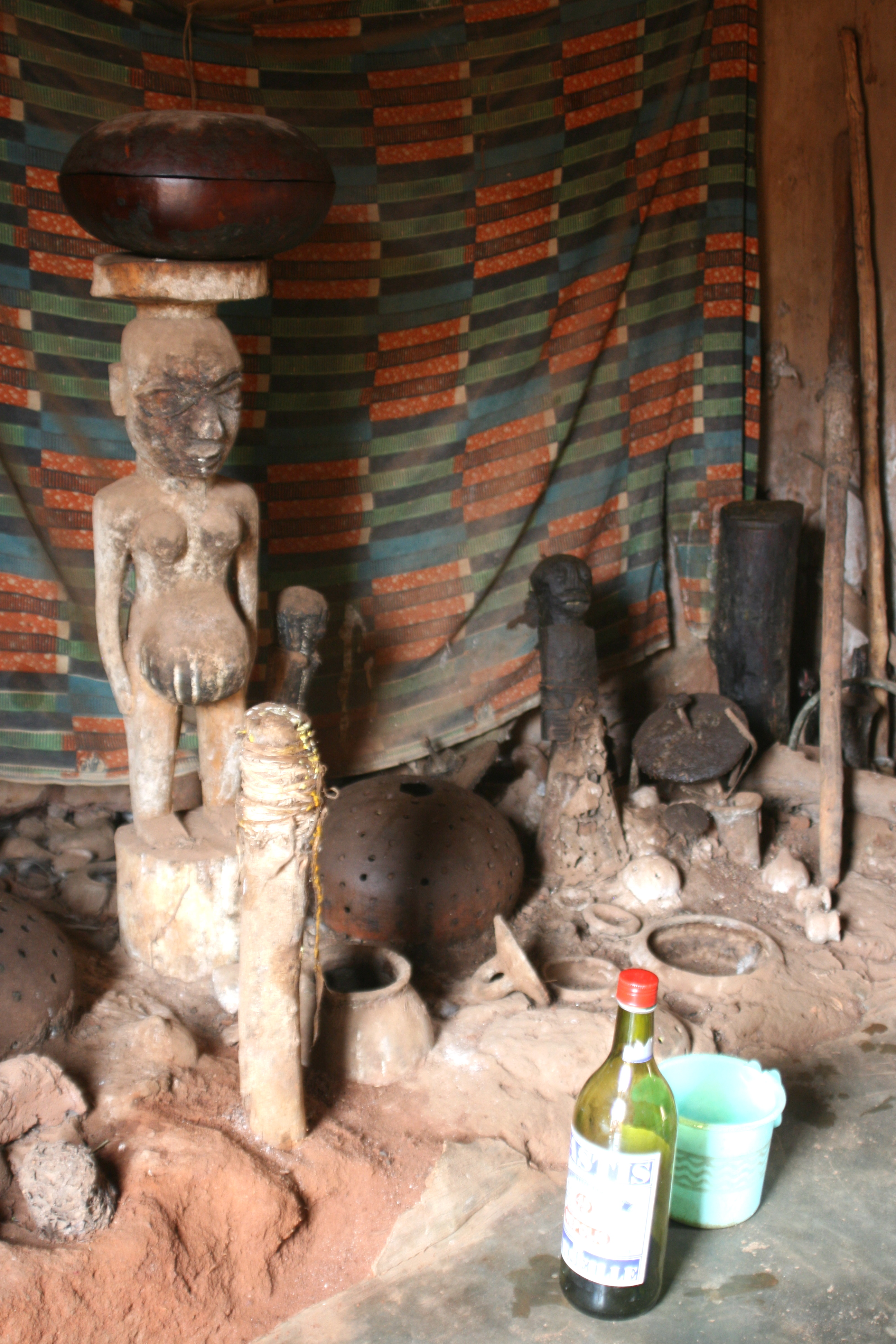
Voodooaltare i Abomey.